# التاريخ الأميني
التاريخ الأميني أو تاريخ أمنية هو كتاب تاريخي مكتوب باللغة الجاجاتايية في تركستان الغربية، ألَّفه موسى الصيرمي (1836-1917)، وهو إيغوري مسلم عاش في تركستان الشرقية.
ارتبط عنوان كتابه باسم محمد أمين. حُفِظ الكتاب بمبادرة من القنصلية الروسية في كاشغر على يد ن. ف. بتروفسكي، استخدم المؤلف العديد من التصريفات العصور الوسطى في اللغتين الفارسية والتركية. يتكون تركيب النبات من الكروم (الورود) ومجموعتين من الجذور (الورود) وغطاء (الورود). يعود تاريخ تركستان الغربية إلى عهد نوخا (نويا) حتى القرن التاسع عشر. وقد أورد المؤلف بيانات عن أصول منطقة صيرم الإيغورية في أراضيها، وعن تاريخ مدن منطقة بريسيرداري في القرن السادس عشر وتطور الأرض المحلية الهجرة إلى جونجاروف.